# Martin Strobel
Martin Strobel (* 5. Juni 1986 in Rottweil) ist ein ehemaliger deutscher Handballspieler, der zuletzt für den Bundesligisten HBW Balingen-Weilstetten spielte.

## Vereinskarriere
Martin Strobel begann das Handballspielen beim SV Hausen. Der Rückraumspieler gelangte über die JSG Balingen-Weilstetten zum HBW Balingen-Weilstetten. Von 2008 bis 2013 spielte er beim TBV Lemgo. Zur Saison 2013/14 kehrte er zum HBW Balingen-Weilstetten zurück. Im Sommer 2020 beendete er seine Karriere.

## Nationalmannschaft
Sein Länderspieldebüt für die deutsche Nationalmannschaft gab er am 5. April 2007 gegen Portugal. Zuvor war er auch für die Junioren-Nationalmannschaft aktiv, mit der er 2006 die Europameisterschaft gewann. Er wurde zum besten Rückraum-Mitte-Spieler des Turniers gekürt.
Bei der Junioren-Weltmeisterschaft 2007 in Mazedonien wurde er mit der deutschen Mannschaft Vizemeister. Wie schon bei der Junioren-Europameisterschaft wurde er als bester Rückraum-Mitte Spieler des Turniers ins All-Star Team mit seinem Teamkollegen Uwe Gensheimer, bester Linksaußen, gewählt.
Bei der Weltmeisterschaft 2009 in Kroatien platzierte er sich mit der deutschen Handballnationalmannschaft auf Platz 5. Bei der Europameisterschaft 2016 in Polen wurde er mit der deutschen Mannschaft durch einen 24:17-Sieg über Spanien Europameister. Bei den Olympischen Spielen 2016 in Rio de Janeiro gewann er mit dem deutschen Nationalteam die Bronzemedaille. Dafür wurde er am 1. November 2016 mit dem Silbernen Lorbeerblatt ausgezeichnet.
Bei der Weltmeisterschaft 2019 verletzte sich Martin Strobel im Hauptrundenspiel gegen Kroatien ohne Einwirkung eines Gegners schwer am Knie und fiel für den Rest des Turniers aus.

## Sportliche Erfolge

### Nationalmannschaft
- Europameister: 2016
- Bronzemedaille Olympische Sommerspiele: 2016

### Vereine
- EHF-Pokal: 2010 (TBV Lemgo)
- Meister 2. Bundesliga: 2018/19 (HBW Balingen-Weilstetten)

## Auszeichnungen
- Silbernes Lorbeerblatt: 2016
- Rookie der Saison: 2008

## Trainer
Strobel ist seit Januar 2021 Mitglied des Mentoring-Teams in der Eliteförderung des Deutschen Handballbundes. Im August 2021 schloss er in der Sportschule Hennef die B-/C-Trainer-Kurzausbildung des Deutschen Handballbundes für ehemalige und aktuelle Profis ab.

## Sonstiges
Strobels Bruder Wolfgang spielte ebenfalls beim HBW Balingen-Weilstetten und war von 2014 bis 2023 dessen Geschäftsführer.